# Mechels Broek

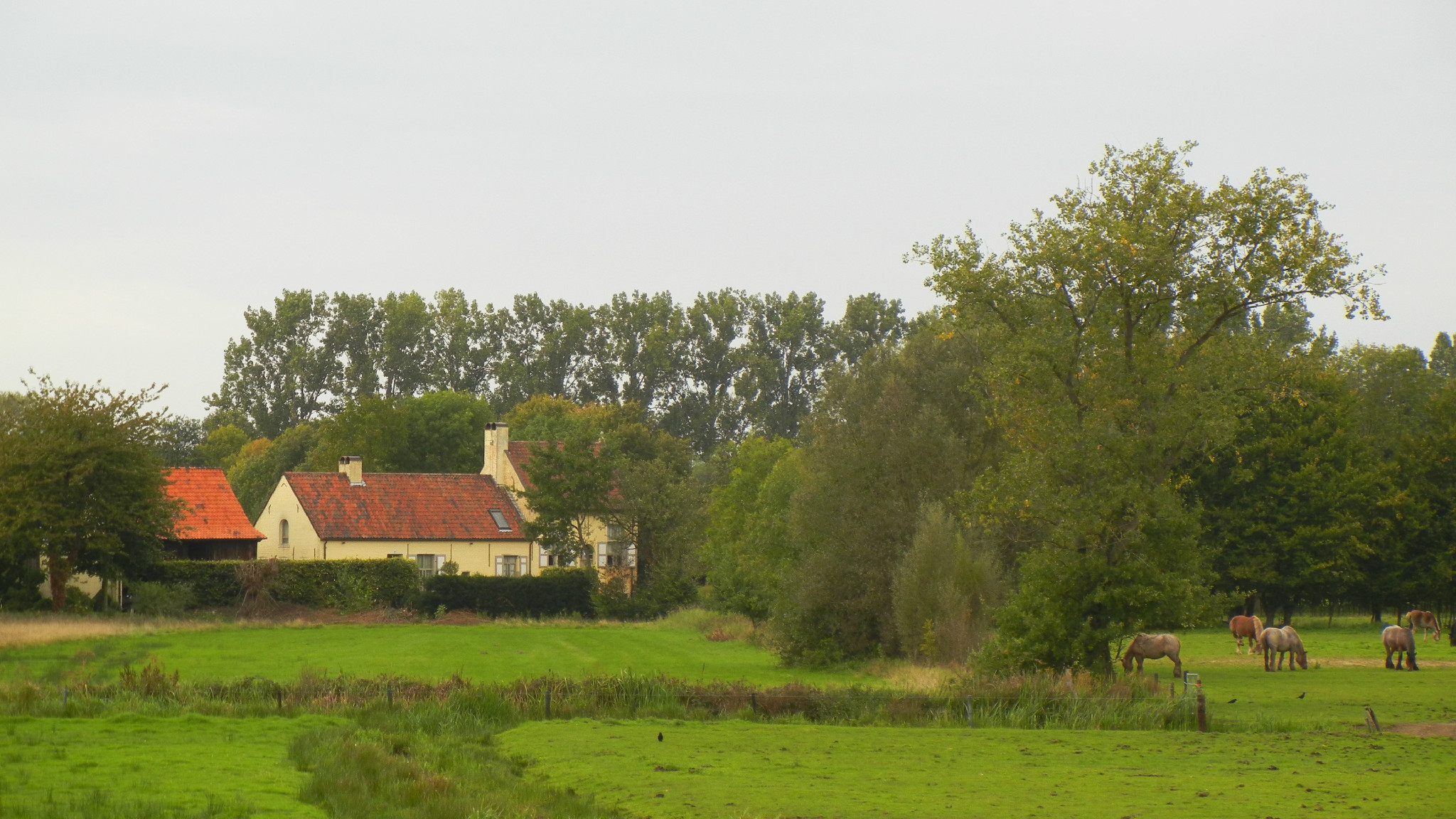
Hanswijckhoeve (Muizen), gelegen in het Mechels Broek

Het Mechels Broek, gelegen op grondgebied van Mechelen, Bonheiden en Muizen, is een moerassig gebied naast de rivier de Dijle. Het natuurdomein wordt beheerd door vzw Natuurpunt.
Er zijn veel verschillende soorten vogels aanwezig alsook vele amfibieën door de grote waterpartijen. Er grazen verscheidene Galloway-runderen.
Het Mechels Broek leent zich uitstekend tot het maken van wandelingen door de natuur. Natuurobservatie kan dankzij een uitkijktoren, een vogelkijkhut en langsheen de oevers van de twee meren en het riviertje dat het gebied bevloeit, nl. de Boeimeerbeek ofte Vrouwvliet.
Vlakbij ligt het sport- en recreatiedomein De Nekker en de evenementen- en tentoonstellingshal Nekkerhal.